# Bart Kofoed
Bart Kofoed (Omaha, 24 marzo 1964) è un ex cestista statunitense, professionista nella NBA.

## Carriera
È stato selezionato dagli Utah Jazz al quinto giro del Draft NBA 1987 (107ª scelta assoluta).

## Palmarès
- Campione CBA (1993)